# Miguel Pereira de Carvalho

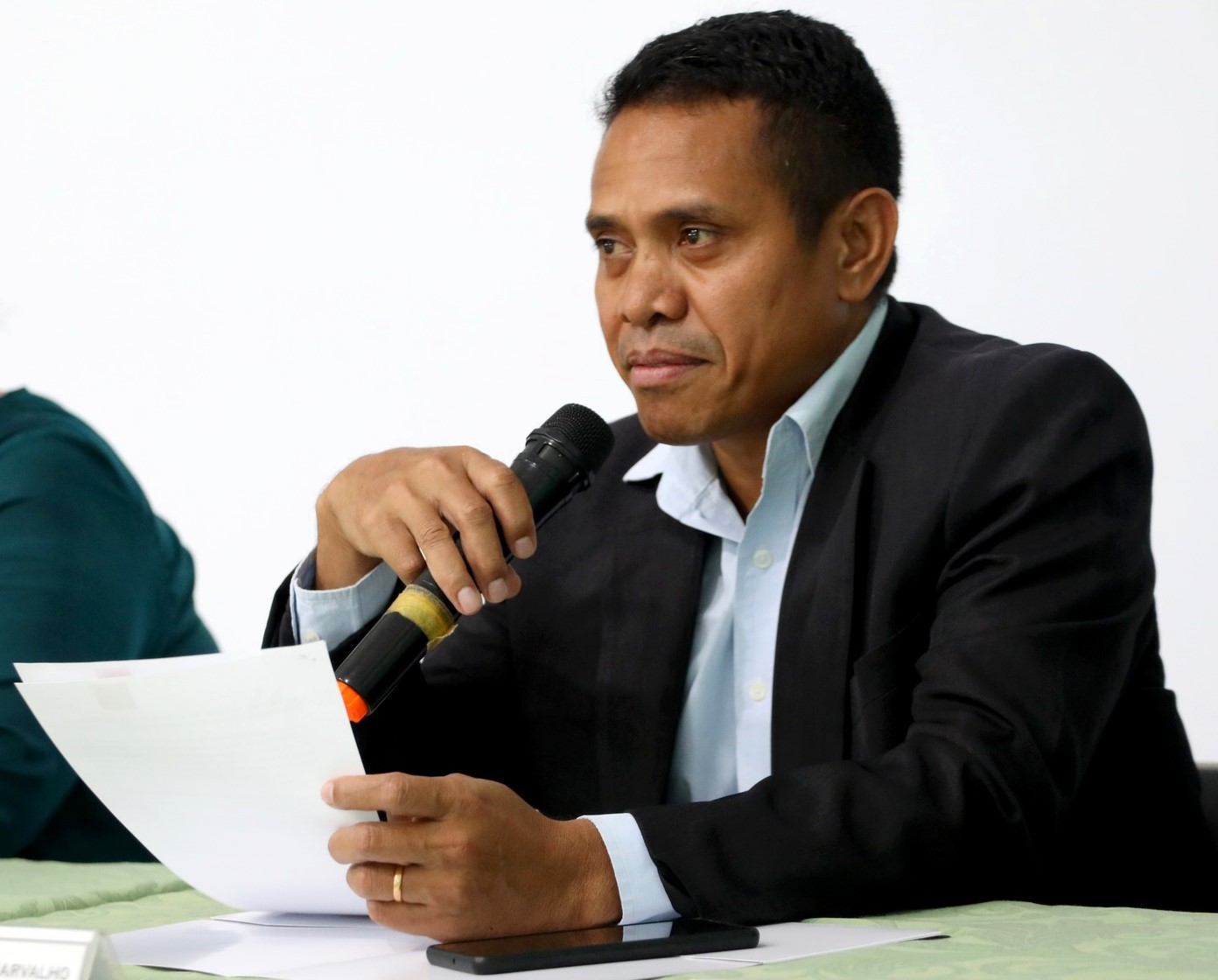
Miguel Pereira de Carvalho (2022)

Miguel Pereira de Carvalho (* 6. September 1976 in Dili, Osttimor) ist ein osttimoresischer Beamter, Politiker und Menschenrechtler.

## Werdegang

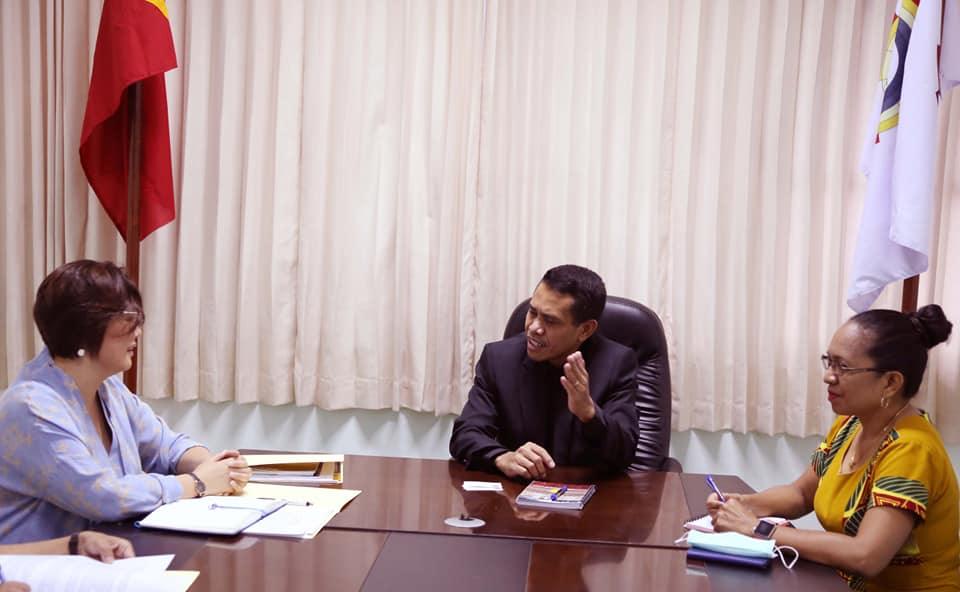
Carvalho im Ministerium für Staatsadministration (2020)

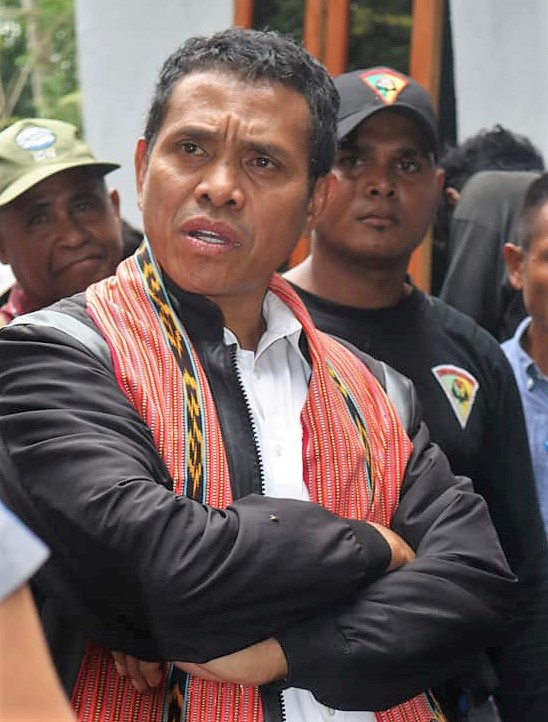
Carvalho (2022)

Carvalho begann sein Studium an der Sekolah Tinggi Pemerintahan Dalam Negeri (STPDN) im indonesischen Bandung und schloss 2003 seinen Master in Politikwissenschaften an der Macquarie University im australischen Sydney ab.
In der indonesischen Besatzungszeit hatte er zwischen Juli 1998 und September 1999 in der Verwaltung des Distrikts Bobonaro gearbeitet. Nach deren Abzug 1999 arbeitete Carvalho in der Übergangsverwaltung der Vereinten Nationen für Osttimor (UNTAET) als Beamter des Finanzministeriums und als Finanzbeamter der Agentur für Gesundheits- und Sozialwesen. 2002 wurde Osttimor in die Unabhängigkeit entlassen. Von Februar bis April 2003 war Carvalho nationaler Berater für Personalmanagement im Justizministerium und von Mai bis August konsularischer Assistent bei der australischen Botschaft in Osttimor.
Von September bis November 2003 war Carvalho als Projektleiter für die Koordinierungsstelle für den Kapazitätsaufbau im Büro des Premierministers tätig. Anschließend nimmt er seine Tätigkeit im Ministerium für Staatsadministration auf und übernahm die Positionen des Nationalen Direktors für Verwaltung und Finanzen (Dezember 2003 – März 2008), des Nationalen Direktors für lokale Entwicklung und Raumplanung (April 2008 – März 2011), des Nationalen Direktors von Planung, Bewertung und externe Zusammenarbeit (April 2011 – April 2013), des Generaldirektors für lokale Entwicklung (April 2013 – Juli 2015) und des Generaldirektor für Stadtorganisation (Juli 2015 – Februar 2019).
Ab dem 28. Februar 2019 war Carvalho stellvertretender Ombudsmann für Good Governance des Provedoria dos Direitos Humanos e Justiça (PDHJ, deutsch Ombudsrat für Menschenrechte und Recht). Carvalho folgte damit Jesuína Maria Ferreira Gomes, die zur neuen Ombudsfrau der PDHJ wurde.
Am 29. Mai 2020 wurde Carvalho, als Vertreter der FRETILIN zum Minister für Staatsadministration in der VIII. Regierung vereidigt. Zusätzlich übernahm er in der Regierung die  Koordinierungsfunktionen der Missionseinheit für Katastrophenschutz und Naturkatastrophenmanagement. Die Ämter hatte er bis zum Ende der Legislaturperiode am 30. Juni 2023 inne.

## Auszeichnungen

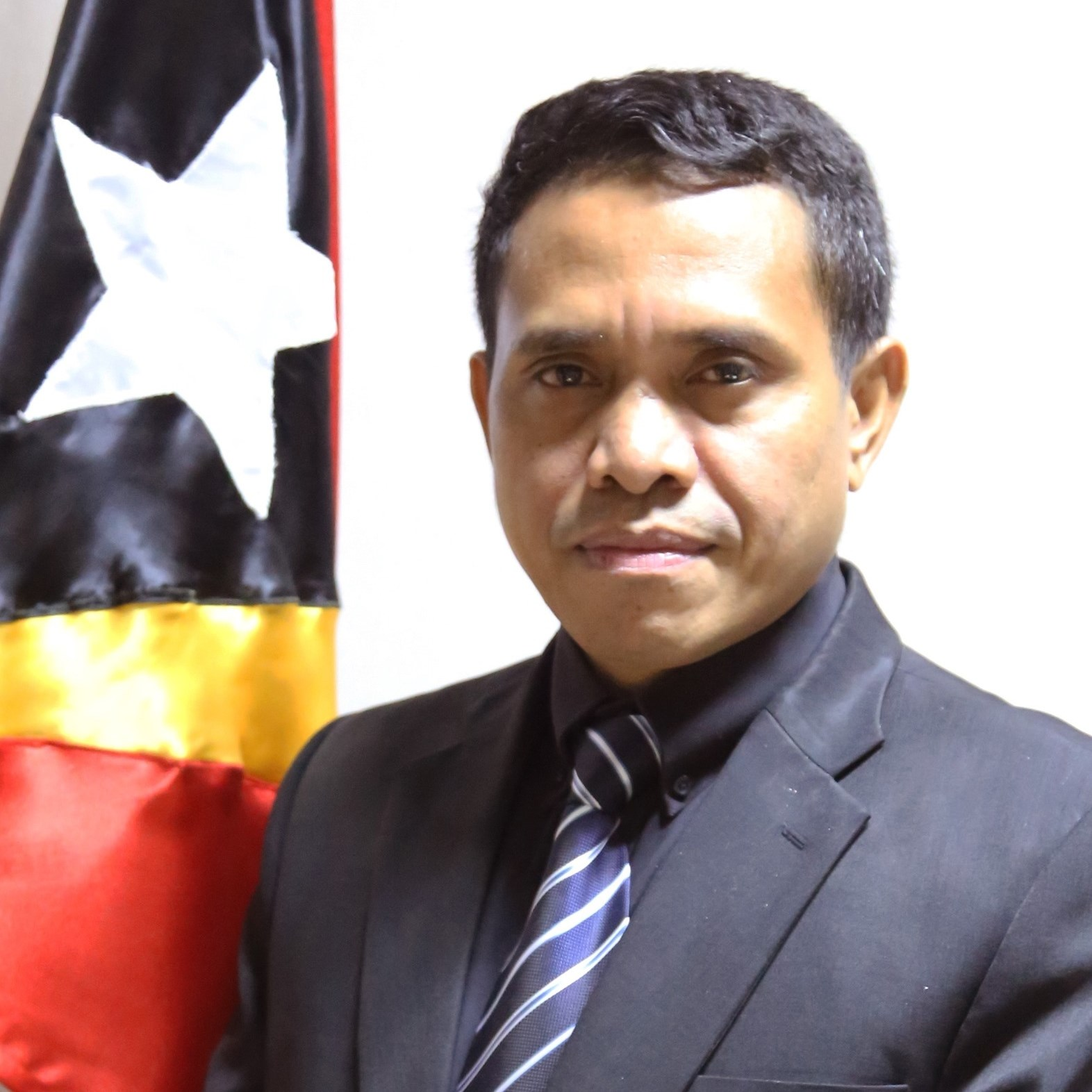
Carvalho auf einem offiziellen Porträt (2020)

2017 erhielt Carvalho den Verdienstpreis für den öffentlichen Dienst (Mérito da Função Pública).